# Durante la tormenta
Durante la tormenta è un film del 2018 diretto da Oriol Paulo.
La pellicola è stata distribuita su Netflix dal 22 marzo 2019, ed ha per protagonisti Adriana Ugarte, Chino Darín, Javier Gutiérrez, Álvaro Morte, Miquel Fernández e Nora Navas.

## Trama
Durante una tempesta, un'anomalia temporale fa sì che Vera salvi la vita di Nico, un ragazzo con cui si mette in comunicazione tramite una videocamera e un televisore, dalla stessa stanza della stessa casa ma 25 anni prima. Il ragazzo, la notte del 9 novembre 1989, giorno della caduta del muro di Berlino, dopo aver assistito ad un omicidio, sarebbe stato investito da un'auto, ma dopo l'intervento di Vera vede salvata la propria vita con conseguenti enormi cambiamenti che coinvolgeranno la vita della sua stessa salvatrice.
Vera si ritrova infatti a vivere una nuova vita, nella quale pur avendo coscienza della sua esistenza prima dei cambiamenti comportati, si trova a non avere più un marito e una figlia, ma ad essere un neurochirurgo in carriera e non più un'infermiera che aveva abbandonato gli studi di medicina.
Non riesce a spiegarsi con chi la circonda venendo presa, nel migliore dei casi, come stressata. L'unico a provare comprensione è l’ispettore di polizia che le dà anche degli indizi per mettersi sulle tracce di quel Nico che potrebbe comprovare le stranezze da lei sostenute.
In definitiva il piccolo Nico Lasarte è l’ispettore Leyra, che per anni ha atteso di incontrare Vera, della quale poi, evidentemente si è innamorato, ma che ora deve accettare che lei non ricordi più nulla di quanto vissuto in questa esistenza "biforcata". I ricordi di Vera sono utili per incastrare dopo 25 anni i responsabili dell'assassinio che Nico segnalò da ragazzo senza essere creduto. Si trattava in effetti di un'associazione tra il marito dell'assassinata, la sua amante e il fratello di lei, che simularono il ritorno in Germania della vittima, a seguito della caduta del muro di Berlino.
Vera vuole tornare ad abbracciare la figlia e non accetta di vivere in questa realtà variata per causa sua e si suicida, inducendo l'ispettore a tentare di collegarsi con il se stesso ragazzo, con l'occasione di una nuova tempesta, per cercare di rimettere a posto le cose.
In sostanza Nico determina così una nuova linea temporale nella quale Vera si ritrova finalmente con la propria famiglia, ma ora, con la coscienza di quanto visto nel suo "viaggio straordinario", ha la certezza che il marito la tradisce e può fornire le prove che incastrano i vicini per l'assassinio di 25 anni prima.
Quindi va incontro a Nico che è dunque sopravvissuto alla notte della tempesta ma, a differenza di lei, non ha coscienza di quanto occorso, ma Vera lo abbraccia certa che tra i due si rinnoverà presto il legame che lei ha già visto esserci.

## Distribuzione
Il film è stato distribuito sulla piattaforma Netflix a partire dal 22 marzo 2019.